# 亞謝涅齊 (奧夫魯奇區)
51°28′51″N 28°34′59″E / 51.48083°N 28.58306°E
亞謝涅齊（烏克蘭語：Ясенець），是烏克蘭北部的村莊，隸屬日托米爾州的科羅斯滕區。該村面積0.5平方公里，海拔高度159米，2001年人口156，人口密度每平方公里310.14人。